# 139
Het jaar 139 is het 39e jaar in de 2e eeuw volgens de christelijke jaartelling.

## Gebeurtenissen

### Italië
- Keizer Antoninus Pius dient bij de Senaat een verzoek in, om Hadrianus de eretitel Divus (god) toe te kennen. Onder dwang wordt het voorstel geaccepteerd, Antoninus krijgt de bijnaam Pius (de "Vrome").
- In Rome wordt de Engelenburcht voltooid, Hadrianus wordt door Antoninus Pius gecremeerd en in het mausoleum bijgezet met de as van zijn vrouw Vibia Sabina.
- De 18-jarige Marcus Aurelius verwerft de titel Caesar en verlooft zich met Faustina de Jongere, de dochter van Antoninus Pius.

### Egypte
- In Alexandrië wordt een herdenkingsmunt geslagen. Voor het eerst in 1456 jaar (Sothis-periode) valt het Sothis feest weer op nieuwjaarsdag van de Egyptische kalender.

## Geboren
- Dong Zhuo, Chinees veldheer en staatsman (overleden 192)

## Overleden
- Zhang Heng (61), Chinees astronoom en wiskundige